# Северная область (1933—1934)
Се́верная о́бласть — административная единица на территории Российской Социалистической Федеративной Советской Республики, существовавшая с 20 ноября 1933 года по 5 июля 1934 года.
Административный центр — город Миллерово.

## История
Образована 20 ноября 1933 года в составе Северо-Кавказского края, располагалась на севере края.
10 января 1934 года включена в состав Азово-Черноморского края.
5 июля 1934 года Президиум ВЦИК постановил «Северную область Азово-Черноморского края преобразовать в Северо-Донской округ того же края».

## Состав
Область включала 9 районов:
- Верхне-Донской
- Вёшенский
- Каменский
- Мальчевский
- Морозовский
- Обливский
- Тарасовский
- Тацинский
- Чертковский

1 июля 1934 образован Кашарский район с административным центром в г. Кашары. В его состав включены 16 сельсоветов, выделенных из Миллеровского района, а Миллеровский район переименован в Мальчевский с переносом административного центра в г. Мальчевское. Изменился также состав Тацинского и Каменского районов Северной области.